# Camilo Lorenzo Iglesias
Camilo Lorenzo Iglesias (ur. 7 sierpnia 1940 w La Canda, zm. 13 lipca 2020 w Ponferrada) – hiszpański duchowny katolicki, biskup Astorgi w latach 1995-2015.

## Życiorys
Święcenia kapłańskie otrzymał 23 grudnia 1966.

## Episkopat
14 czerwca 1995 papież Jan Paweł II mianował go biskupem ordynariuszem diecezji Astorga. Sakry biskupiej udzielił mu 30 lipca 1995 ówczesny nuncjusz apostolski w Hiszpanii – arcybiskup Mario Tagliaferri.
18 listopada 2015 przeszedł na emeryturę, a jego następcą został ogłoszony biskup Juan Antonio Menéndez Fernández.